# 1567
1567 (MDLXVII) a fost un an comun al calendarului iulian, care a început într-o zi de miercuri.

## Nașteri
- 15 mai: Claudio Monteverdi compozitor italian (d. 1643)
- 16 august: Francisc de Sales  (d. 1622)
- 13 august: Samuel de Champlain  (d. 1635)
- 5 septembrie: Masamune Date  (d. 1636)
- 10 octombrie: Catalina Micaela de Austria  (d. 1597)
- noiembrie: Thomas Nashe  (d. 1601)
- 28 februarie: Eleonora de Medici  (d. 1611)
- dată necunoscută: Jacques Clément  (d. 1589)
- 4 ianuarie: François d'Aguilon  (d. 1617)
- 18 noiembrie: Anna de Saxonia (1567–1613)  (d. 1613)

## Decese
- 23 ianuarie: Împăratul Jiajing al Chinei, 59 ani (n. 1507)
- 31 martie: Filip I, Landgraf de Hesse, 62 ani, primul prinț protestant din Germania (n. 1504)